# رایان نیکلسون
رایان نیکلسون (انگلیسی: Ryan Nicholson؛ ۱۹۷۱ میلادی – ۸ اکتبر ۲۰۱۹) یک چهره‌پرداز، کارگردان فیلم، و فیلم‌نامه‌نویس اهل کانادا بود.
از فیلم‌ها یا مجموعه‌های تلویزیونی که وی در آن‌ها نقش داشته‌است می‌توان به گوی‌های به‌شیارافتاده اشاره نمود.
همچنین برندهٔ جوایزی همچون جایزه جمینای شده‌است.